# Optische witmaker
Een optische witmaker of opwitter is een fluorescerende chemische stof die wordt gebruikt om materialen witter te maken. Het effect van een opwitter is dat straling uit het onzichtbare ultraviolette deel van het spectrum wordt omgezet in zichtbaar blauw licht. Hierdoor wordt de kleur van het materiaal minder geel en wordt de totale hoeveelheid teruggestraald licht verhoogd. Een blauwe toon in wit geeft een gevoel van verhoging van de witheid. Dit wordt bevestigd door de witheidsformules, die gebaseerd zijn op de menselijke waarneming, zoals de CIE-witheidsformule. De ISO-brightness meet de witheid zelfs aan hand van de reflectiewaarde bij 457 nanometer; deze golflengte ligt in het blauwe gedeelte van het zichtbare spectrum.
De opwitter zorgt ervoor dat er straling wordt toegevoegd aan de reflectie van het zichtbare licht. Het verhoogt de helderheid van het materiaal. De traditionele en meest gebruikte opwitters zijn sulfonzuren op basis van bijvoorbeeld sulfanilzuur en stilbeensulfonzuren. In de afgelopen jaren zijn er echter ook andere chemische stoffen met opwittend effect ontwikkeld. De stilbeensulfonzuren kunnen twee (di), vier (tetra) of zes (hexa) sulfongroepen hebben. Andere chemische groepen opwitters zijn coumarinederivaten, azoolderivaten, derivaten van dibenzothiofeen-5,5-dioxide en pyrazolinederivaten.
De werkzaamheid van een opwitter is niet langdurend; onder invloed van licht, maar ook ozon (smog) valt de stof uiteen en wordt zo onwerkzaam waardoor het object vergeelt.
Optische witmakers worden onder andere gebruikt in wasmiddelen en bij de productie van papier en in coatings.

## Opwitters in wasmiddelen
Opwitters worden toegevoegd aan wasmiddelen om de opwitter in het textiel te vervangen dat tijdens het dragen afgebouwd wordt of uitgewassen wordt. Vergeling en verkleuren van het textiel wordt daarmee voorkomen. Niet alle opwitter in het wasmiddel hecht aan het textiel, zodat in het afvalwater een deel van de opwitter achterblijft.

## Opwitters in papier
De werking van de opwitters is afhankelijk van het licht dat op het papier schijnt, maar ook van de gebruikte pigmenten/vulstoffen in het papier. Stoffen als titaandioxide, die juist ingezet worden om de witheid te verhogen, absorberen namelijk het ultraviolette licht dat door de opwitter in zichtbaar blauw licht zou kunnen worden omgezet. Dus een combinatie van titaandioxide en opwitter werkt niet goed.
Een combinatie van calciumcarbonaat als pigment/vulstof en opwitter werkt daarentegen weer heel goed. Calciumcarbonaat reflecteert in het zichtbare deel van het spectrum veel licht terug en absorbeert vrijwel geen ultraviolet licht, zodat alle beschikbare straling door de opwitter in zichtbaar licht kan worden omgezet.
De witkracht van de hexastilbeensulfonzuren is hoog, maar het bindt slecht aan de papiervezel. Bij de distilbeensulfonzuren is dat juist omgekeerd. Om een hoge opwitting te krijgen, kunnen distilbeensulfonzuren aan de papiermassa in de papiermachine toegevoegd worden, terwijl hexastilbeensulfonzuren het beste samen met de zetmeellijm of polyvinylalcohol bij de oppervlaktebehandeling van het papier ingezet kunnen worden.

## Merknamen
- Blankophor (Blankophor)
- Leucophor (Archroma)
- Tinopal (BASF)
- Uvitex (Huntsman)
- Omnistab (Partners in Chemicals)